# Rana's Wedding
Rana's Wedding, también conocida como Jerusalem, Another Day (en árabe, القدس في يوم أخر), es una película palestina estrenada en 2002, producida en asociación con los Países Bajos y financiada por la Fundación de Cine Palestino. La película se filmó en Jerusalén bajo la dirección del palestino Hany Abu-Assad, que es uno de los primeros directores de cine de ese país en llegar al Festival de Cannes con su película, que fue seleccionada para su exhibición en la Semana Internacional de la Crítica en 2002. 
La cinta también se proyectó en múltiples festivales de cine de todo el mundo y recibió excelentes críticas y premios internacionales. Rana's Wedding pudo presentar el conflicto palestino-israelí de una manera excepcional y convincente, utilizando los géneros románticos y de comedia oscura. La cinta retrata a través del drama matrimonial de parejas una vívida imagen de la lucha diaria de un palestino por llevar una vida normal.

## Sinopsis
La película presenta a una joven de 17 años llamada Rana que está sujeta a una decisión crucial que cambia su vida a una edad muy temprana. Debido a que su padre decide abandonar Palestina y trasladarse a Egipto y a las condiciones de trabajo y de vida caóticas, trata de mantener una vida digna para mantener a su familia. Un día se despierta y encuentra una carta de su padre en la que se le informa sobre la difícil decisión. En la carta le brinda dos opciones, ya sea que viaje con él a Egipto y que continúe con su educación bajo su atenta mirada, o permanecer en Palestina y casarse para asegurarse de que alguien la cuide en su ausencia. Aunque las opciones parecen bastante razonables, hay un giro, su padre solo le permitirá casarse con uno de los hombres que mencionó en una lista con la carta, porque son los hombres más reputados y dignos de confianza en Jerusalén. Otra condición que le impone es que Rana debe tomar esta crítica decisión solo diez horas antes de que su padre se vaya de Palestina.

## Reparto

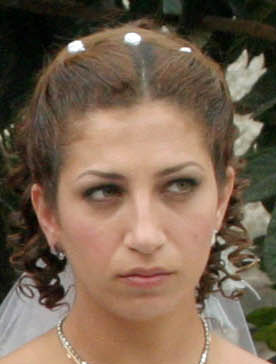
La película marcó el debut en el cine de la actriz Clara Khoury.

### Actores
| Actor          | Personaje |
| -------------- | --------- |
| Clara Khoury   | Rana      |
| Khalifa Natour | Khalil    |
| Ismael Dabbagh | Ramzy     |
| Zuher Fahoum   | Padre     |
| Bushra Karaman | Abuela    |

### Créditos de producción
| Cargo               | Nombre                  |
| ------------------- | ----------------------- |
| Director            | Hany Abu-Assad          |
| Guionista           | Liane Badr              |
| Guionista           | Ihab Lamey              |
| Productor           | Bero Beyer              |
| Productor           | George Ibrahim          |
| Productor asociado  | Mohammad Rachid         |
| Escritor            | Liane Badr              |
| Editor              | Denise Janzee           |
| Música              | Mariecke van der Linden |
| Música              | Bashar Abd Rabbou       |
| Diseño de vestuario | Hamada Atallah          |
| Sonido              | Mark Wessner            |

## Recepción
Rana's Wedding fue revisada por muchos medios escritos, sitios web especializados y críticos notables y, en general, recibió reseñas positivas.
- Rana's Wedding fue reseñada por Stephen Holden de The New York Times en 2003, discutiendo la trama y brindando a la película apoyo para aumentar el interés de los espectadores hacia esta historia única.[3]
- Fue reseñada por Al Bawaba[4] en 2002, quien la identificó como una de las primeras películas palestinas en influir en las películas árabes que se proyectaron en Cannes y fue capaz de aumentar la presencia árabe en el festival.
- El sitio web Metacritic [5] presenta una gran cantidad de críticos que expresan su opinión sobre la película y le proporcionan excelentes reseñas.[5]
- Un artículo escrito por Janice Page en 2004 y publicado en la página Boston.com le da una buena calificación a la película.[1]
- About.com calificó a Rana's Wedding con 3.5 estrellas sobre 5 posibles, basado en una reseña escrita por Jürgen Fauth, que apoya la película y evalúa su trama.[6]
- En Rotten Tomatoes cuenta con un porcentaje de aprobación del 93%.
- IMDb le dio una calificación de 6.7 sobre 10.[7]